# Гура-Галбеней
Гура-Галбеней (рум. Gura Galbenei) — село в Молдові в Чимішлійському районі. Утворює окрему комуну.

## Пам'ятки природи
На схід від села розташована пам'ятка природи «Яр «Коцофана».